# ミニン (路面電車車両)
ミニン（ベラルーシ語: МІНІН、ロシア語: МиНиН）は、ベラルーシの企業であるベルコムンマッシュが開発した路面電車車両の名称。ロシア連邦の都市。ニジニ・ノヴゴロドの路面電車であるニジニ・ノヴゴロド市電向けに開発されたもので、構造が異なる2種類の車種によって構成される。

## 概要
ロシア連邦のニジニ・ノヴゴロド市内を走るニジニ・ノヴゴロド市電では、総延長149.3 kmの線路や電停、車庫、変電所といった各種施設の大規模な更新工事が進められている。その過程で、ソビエト連邦時代に製造されたものが多数残存している車両についても更新が実施される事が決定し、2022年9月に3社のロシア企業とベラルーシのベルコムンマッシュの出資により、ニジニ・ノヴゴロド郊外のヴォルスマに工場を有する合資会社のニジェコトランス（Нiжэкатранс）が設立された。また、同月にはロシア企業のエコロジカル・プロジェクトとニジニ・ノヴゴロド地域政府との間に新型車両導入に関する契約も交わされた。これを基に、ベルコムンマッシュが開発した車両が「ミニン」である。名称は、ベルコムンマッシュの本社が位置するミンスク（Мінск）とニジニ・ノヴゴロド（Ніжні Ноўгарад）の頭文字を用いたかばん語である。
ベルコムンマッシュが開発・生産する路面電車車両として初めて車内全体が低床構造となっている超低床電車（100 %低床構造）で、全部品の93 %はロシア連邦とベラルーシ国内で製造されたものを使用する。ボギー車・4扉のT811、3車体連接式・5扉のT856の2種類が生産・導入される。
生産は2022年12月から始まり、T811は翌2023年2月から営業運転を開始した。これを含め2024年までにベルコムンマッシュがミンスクの工場で生産した10両のT811がニジニ・ノヴゴロド市電へ納入される他、26両のT856も同工場で作られる。一方、それ以外の車両についてはニジェコトランスのヴォルスマ工場で製造される事になっており、ベルコムンマッシュからは20両の未完成の車両や、114両分の台車、電気機器が供給される。これにより、ニジニ・ノヴゴロド市電には2026年までに144両のT811（ボギー車）、26両のT856（3車体連接車）が導入される。